# Thomas Elsaesser
Thomas Elsaesser (Berlim-Charlotenburgo, 22 de junho de 1943 - Pequim, 4 de dezembro de 2019) foi um historiador do cinema e professor de Estudos de Cinema e Televisão na Universidade de Amsterdã. Ele também foi o roteirista e diretor de The Sun Island, um documentário sobre seu avô, o arquiteto Martin Elsaesser. Ele era casado com a também professora Silvia Vega-Llona.

## Biografia
Thomas Elsaesser nasceu em 1943 em Berlim-Charlotenburgo. Neto do arquiteto Martin Elsaesser, passou a infância na Alta Francônia e em 1951 mudou-se com a família para Mannheim, onde de 1955 a 1962 frequentou um curso humanista de  Gymnasium  (escola secundária acadêmica), antes de estudar literatura inglesa e literatura alemã na Universidade Ruprecht-Karl em Heidelberg. Em 1963, Elsaesser deixou a Alemanha e foi para o Reino Unido, onde estudou literatura inglesa na Universidade de Sussex (1963–1966); depois de receber seu bacharelado em artes lá, ele passou um ano (1967–68) na Universidade Paris-Sorbonne em Paris.
Em 1971, ele recebeu seu doutorado em literatura comparada pela Universidade de Sussex com uma tese sobre histórias da Revolução Francesa sob a ótica dos historiadores e escritores Jules Michelet e Thomas Carlyle.

## Trabalho Acadêmico
De 1972 a 1976, Elsaesser ensinou inglês, francês e literatura comparada na Universidade da Ânglia Oriental. Em 1976, ele estabeleceu na Universidade da Ânglia Oriental, juntamente com Charles Barr, um dos primeiros centros independentes de Estudos Cinematográficos no Reino Unido, com uma graduação completa, bem como mestrado e programa de doutorado. Além de seminários sobre história do cinema, sobre Alfred Hitchcock e Fritz Lang, Elsaesser também iniciou um curso sobre o cinema da República de Weimar, que ele co-ensinou com seu colega W. G. Sebald.
Em 1991, Elsaesser foi nomeado para uma cadeira na Universidade de Amsterdã. Lá, ele fundou o Departamento de Estudos de Cinema e Televisão, do qual dirigiu até 2000. Em 1992, iniciou um Programa Internacional de Mestrado e Doutorado, uma série de livros ( Cultura de Cinema em Transição , publicada por Amsterdam University Press e University of Chicago Press) e foi cofundador da Amsterdam School of Cultural Analysis (ASCA), criada segundo o modelo americano-americano de Humanities Graduate School. Em 2005, Elsaesser fundou o Programa internacional de Mestrado em Preservação e Apresentação da Imagem em Movimento.
A partir de 1976, Elsaesser ensinou como professor visitante em universidades americanas, incluindo a Universidade de Iowa, Universidade da Califórnia (Los Angeles, San Diego, Berkeley, Irvine, Santa Barbara), Universidade de Nova Iorque e Universidade Yale. De 1993-1999, ele foi Professor II na Universidade de Bergen, Noruega, e em 2005-2006 ele ocupou a cátedra de Ingmar Bergman na Universidade de Estocolmo. Em 2006-2007 ele foi professor na Universidade de Cambridge. Além disso, ele ensinou várias vezes como professor visitante na Universidade de Hamburgo, na Universidade Livre de Berlim e na Universidade de Viena. Em 2003, ele foi um Fellow no IFK-International Research Center for Cultural Studies Viena, em 2004 Fellow no Sackler Institute da Universidade de Tel Aviv e em 2007 no Overseas Fellow no Churchill College, Cambridge. De 2006 a 2012, Elsaesser lecionou um semestre por ano na Universidade Yale como professor visitante. De 2013 a 2019, foi professor visitante na Escola das Artes da Universidade Columbia.
De 2000 a 2005, foi responsável por um projeto de pesquisa internacional sobre "Cinema Europe" na Universidade de Amsterdã. O projeto resultou na publicação de vários livros sobre o cinema europeu e a história do cinema, como um estudo sobre a relação entre Hollywood e a Europa ( Cinema Europeu - Face a Face with Hollywood ), no Contemporary Cinephilia ( Cinephilia - Movies, Love and Memory ), no movimento europeu de vanguarda e da sociedade do cinema ( Moving Forward Looking Back ), no cinema como protótipo de jogo de Lars von Trier ( Playing the Waves ) e o circuito European Film Festival ( Film Festivals - From European Geopolitics to Global Cinephilia ). Outros estudos do projeto foram dedicados a estudos comparativos, como  Narração Pós-Clássica e Cinema Mundial ,  Cinema, Guerra e Memória ,  Cultura Visual Finlandesa ,  Música no Cinema Europeu de década de 1990 , e vários estudos sobre as cidades europeias e a cultura dos meios de comunicação.

## Morte
Em 4 de dezembro de 2019, Thomas Elsaesser morreu inesperadamente aos 76 anos em Pequim, onde deveria dar uma palestra.